# أبراج كدي
أبراج كدي مشروع ناطحة سحاب في مكة المكرمة غرب المملكة العربية السعودية، يقع المشروع بالقرب من المسجد الحرام في منطقة منافع، التي تبعد حوالى 1.7 كيلو متر من الحرم المكي، ومن المتوقع الانتهاء من أعمال البناء في عام 2026. المشروع تعود ملكيته لوزارة المالية السعودية، ومن تنفيذ مجموعة بن لادن. يضم المشروع أكبر فندق في العالم من ناحية سعة الغرف التي سيصل عددها إلى عشرة آلاف غرفة. أبراج كدي تحتوي على 12 برجًا، تم تصميمها على الطراز الإسلامي ويحتوي على قبة أندلسية فوق اعلى برج، وستضم إلى جانب الـ10 آلاف غرفة فندقة، مطاعم يصل عددها إلى 70، إلى جانب مهابط للطائرات العامودية. الفندق من تصميم شركة دار الهندسة، تبلغ قيمة تكلفة المشروع 13 مليار ريال سعودي (3.5 مليار دولار).

## مواصفات المشروع
يُسمّى المشروع العقاري أبراج كدي، تولى مكتب دار الهندسة هو مكتب المهندسين المعماريين المسؤولية عن التصميم المعماري للمبنى الفاخر. عند الانتهاء من بنائه سيحوي المشروع على فندق يقع في وسط مكة، يحتوي على أكثر من 10,000 غرفة وبرجًا مختلفا ستتوزّع على مساحة 1.4 مليون متر مربّع. بلغت تكلفة إقامة المشروع 3.5 مليار دولار أي حوالي 13 مليار ريال. تحتوي الأبراج على آلاف الغرف، وعدد 70 مطعمًا، ومهابط للمروحيّات على الأسطح، وطوابق للأعمال وأجنحة فاخرة بالإضافة إلى قاعة مؤتمرات ضخمة بُنيت تحت إحدى أكبر القباب في العالم. أُحيلت مسؤولية تصميم الفندق الأكبر في العالم لمكتب التصميم الداخلي اللندني (Areen Hospitality)، والذي سيصمّم الفضاءات الداخلية للفندق وفق عناصر فاخرة تتميز بها المنطقة. ستمنح 10 أبراج من بين 12 برجًا في المشروع العقاري للسياح مبيتًا سياحيًا من أربعة نجوم، في حين أن البرجين الآخرين سيخدمان الضيوف بدرجة 5 نجوم. ستحتوي الأبراج العشرة على 30 طابقًا، في حين أن البرجين الآخرين سيحتويان على 45 طابقًا. يُتوقع أن تكون أبراج كدي مبنية بشكل كامل عام 2019. ويُفترض أن تشكّل عمارة البناء في المشروع مَعلمًا سيكون بمثابة قلعة صحراوية بحسب التقاليد السعودية.

## البناء
أرست وزارة المالية السعودية في النصف الأول من عام 2013 عقود مشروع أبراج كدي بمكة المكرمة على مجموعة بن لادن السعودية بقيمة 13 مليار ريال سعودي.

## وصلات خارجية
فيديو تعريفي بأبراج كدي